# Cmentarz Vršovicki
Cmentarz Vršovicki (czes. Vršovický hřbitov) – cmentarz położony w stolicy Czech – Pradze, w dzielnicy Praga 10, Vršovice.

## Historia
Pierwszy cmentarz znajdował się w otoczeniu romańskiej kaplicy Marii Magdaleny z 1028 na miejscu obecnego placu Vršovickiego, na tym miejscu znajduje się kościół pw. św. Mikołaja. Kolejnym miejscem, na którym założono nową nekropolię był plac, gdzie później wybudowano kościół pw. św. Wacława. Obecny cmentarz powstał na placu, który został zakupiony w 1899. W 1906 wybudowano kaplicę cmentarną.